# Richard Dean Anderson
Richard Dean Anderson (Minneapolis, Minnesota, 1950. január 23. –) amerikai televíziós- és filmszínész, producer és zeneszerző.

## Életrajz

### Fiatalkora
Anderson a Minnesota állambeli Minneapolisban született, szülei Stuart Jay Anderson és Jocelyn Rhae Carter, felmenői között megtalálhatók skótok, svédek, norvégok és amerikai indiánok. Édesapja a helyi gimnáziumban tanított angolt és drámát, valamint jazz zenész volt. Édesanyja tehetséges festőként és szobrászként dolgozott Anderson gyerekkorában. Anderson Roseville-ben nőtt fel, hallgató volt az Ohio Egyetemen és a Szent Cloud Megyei Egyetemen. Fiatalkorában profi hokijátékosnak készült, de 16 éves korában eltörte mindkét karját három héten belül, ezért le kellett mondania a profi karrierről. 17 évesen részt vett egy 5841 mérföldes kerékpártúrán. Útja során eljutott Kanadába és Alaszkába is.

### Karrier
Karrierje elején szappanoperákban szerepelt, az amerikai General Hospital című sorozatban 1976-tól 1981-ig, dr. Jeff Webber szerepében, illetve Adam szerepét alakította a Seven Brides for Seven Brothers című sorozatban. A hírnevet az 1985 és 1992 között forgatott MacGyver című sorozat hozta el számára. Ezután több filmszerepben is feltűnt, köztük a Through the Eyes of a Killer (1992), Pandora’s Clock (1996) és a Firehouse (1997) című filmekben.
1997 és 2005 között a Csillagkapu (televíziós sorozat) című sorozat egyik főszereplőjeként Jack O’Neill ezredest alakította. Anderson 2005-ben kilépett a sorozatból, hogy több időt tölthessen családjával. De továbbra is szerepelt a sorozat, majd annak két spin-offja, a Csillagkapu: Atlantisz és a Stargate Universe pár részében. 2008-ban, a Csillagkapu (televíziós sorozat) spin-off filmjében, a Csillagkapu: Continuumban is szerepet kapott.

## Filmográfia

### Főszereplőként
| ÉV   | Filmcím                                     | Szerep                                   | Megjegyzés              |
| 2006 | „Mastercard Superbowl XL Commercial”        | MacGyver                                 | TV Reklám               |
| 2005 | „Stargate SG-1: The Alliance”               | AF Brigadier General Jack O’Neill (hang) | Videójáték              |
| 1997 | „Csillagkapu”                               | Jack O’Neill ezredes/tábornok            | (1997–2005) Tévésorozat |
| 1997 | „Firehouse”                                 | Michael Brooks hadnagy                   | TV                      |
| 1997 | „Fallout: A Post-Nuclear Role-Playing Game” | Mayor Killian Darkwater (hang)           | Videójáték              |
| 1996 | „Pandora’s Clock”                           | James Holland kapitány                   | TV                      |
| 1995 | „Past the Bleachers”                        | Bill Parish                              | TV                      |
| 1995 | „Legend”                                    | Ernest Pratt/Nicodemus Legend            | Tévésorozat             |
| 1994 | „MacGyver: Trail to Doomsday”               | Angus MacGyver                           | TV                      |
| 1994 | „Beyond Betrayal”                           | Bradley Matthews                         | TV                      |
| 1994 | „MacGyver: Lost Treasure of Atlantis”       | Angus MacGyver                           | TV                      |
| 1992 | „Through the Eyes of a Killer”              | Ray Bellano                              | TV                      |
| 1992 | „In the Eyes of a Stranger”                 | Jack Rourke                              | TV                      |
| 1986 | „Odd Jobs”                                  | Spud                                     |                         |
| 1986 | „Ordinary Heroes”                           | Tony Kaiser                              |                         |
| 1985 | „MacGyver”                                  | MacGyver                                 | (1985–1992) Tévésorozat |
| 1983 | „Emerald Point N.A.S.”                      | Simon Adams tengerész hadnagy            | Tévésorozat             |
| 1982 | „Seven Brides for Seven Brothers”           | Adam McFadden                            | (1982–1983) Tévésorozat |
| 1982 | „Young Doctors in Love”                     | Drug Dealer                              |                         |
| 1976 | „General Hospital”                          | Dr. Jeff Webber                          | (1976–1981) Tévésorozat |

### Vendégszereplőként
| Év   | Cím                                     | Szerep         | Epizód                                                                     |
| 2009 | Stargate Universe                       | Jack O'Neill   | Air I-II (1.1-2); Earth (1.7); Subversion (1.18); Incursion: Part 2 (1.20) |
| 2008 | Stargate: Continuum                     | Jack O’Neill   |                                                                            |
| 2006 | „A Simpson család”                      | Önmaga (hang)  | Kiss Kiss, Bang Bangalore                                                  |
| 2004 | „Csillagkapu: Atlantisz”                | Jack O’Neill   | Rising: Part 1(1.1); The Real World (3.6); The Return Part 1-2 (3.10-11)   |
| 2004 | „The Late Late Show with Craig Kilborn” | Önmaga         |                                                                            |
| 2000 | „National Geographic Explorer”          | Önmaga         | North America’s Last True Wilderness                                       |
| 2000 | „The Martin Short Show”                 | Önmaga         |                                                                            |
| 2000 | „Donny & Marie”                         | Önmaga         |                                                                            |
| 1998 | „Late Night with Conan O’Brien”         | Önmaga         |                                                                            |
| 1997 | „Newton’s Apple”                        | Önmaga         |                                                                            |
| 1996 | „Late Night with Conan O’Brien”         | Önmaga         |                                                                            |
| 1992 | „The Arsenio Hall Show”                 | Önmaga         |                                                                            |
| 1991 | „The Arsenio Hall Show”                 | Önmaga         |                                                                            |
| 1991 | „The Joan Rivers Show”                  | Önmaga         |                                                                            |
| 1990 | „The Joan Rivers Show”                  | Önmaga         |                                                                            |
| 1990 | „The Arsenio Hall Show”                 | Önmaga         |                                                                            |
| 1982 | „The Love Boat”                         | Carter Randall | Isaac Gets Physical (5.24)                                                 |
| 1981 | „Today’s F.B.I.”                        | Andy McFey     | The Fugitive                                                               |
| 1981 | „The Facts of Life”                     | Brian Parker   | Brian and Sylvia (2.16)                                                    |

### Producer
| Év   | Cím                                         | Munkakör           | Egyéb       |
| 2004 | „From Stargate to Atlantis: Sci Fi Lowdown” | Executive Producer | TV          |
| 1997 | „Firehouse”                                 | Executive Producer | TV          |
| 1997 | „Csillagkapu”                               | Executive Producer | Tévésorozat |
| 1994 | „MacGyver: Trail to Doomsday”               | Executive Producer | TV          |
| 1994 | „MacGyver: Lost Treasure of Atlantis”       | Executive Producer | TV          |

### Zeneszerző
| Év   | Cím        | Egyéb                                                      |
| 1988 | „MacGyver” | Tévésorozat („Eau d'Leo” dal a „The Negotiator” epizódban) |